# Puijila
Puijila darwini
Genre
Espèce
Puijila est un genre éteint de mammifères carnivores pinnipédimorphes, ayant vécu de l'Oligocène supérieur au Miocène inférieur, il y a environ entre −24 et −21 Ma (millions d'années). 
Une seule espèce est rattachée au genre : Puijila darwini.

## Description
Faisant approximativement un mètre de long, l'animal possédait une adaptation limitée à la vie aquatique, et restait encore très inféodé au milieu terrestre. Il est donc considéré comme une forme de transition entre les pinnipèdes actuels (phoques, otaries...), totalement aquatiques, et leurs ancêtres terrestres.
L'animal possédait encore une queue (perdue par la suite par le taxon), et ressemblait assez à une loutre. Il vivait dans l'actuel Nunavut, au nord du Canada.
C'est en 2009 la forme la plus primitive de pinnipède jamais retrouvée. Le spécimen retrouvé est complet à 65 %.
Ses restes fossiles montrent la présence de pattes larges et probablement palmées, de robustes pattes antérieures, et d'une queue.
Cela donne à penser que Puijila avait une nage quadrupède, utilisant ses pieds palmés avant et arrière pour la propulsion.
Les études génétiques suggèrent une relation entre les pinnipèdes, les ursidés et les mustélidés (belettes et loutres), au sein du taxon des carnivora (carnivores).
En tant que forme primitive des pinnipèdes, Puijila précède une autre forme ancienne, mais plus spécialisée, Enaliarctos.
Puijila n'est sans doute pas un ancêtre des actuels pinnipèdes, mais plutôt un cousin, membre du groupe souche dont procèdent les représentants actuels du groupe.

## Découverte
Cette nouvelle espèce a été découverte en 2007 par l'équipe de Natalia Rybczynski, au Nunavut, dans des terrains datant du Miocène. Les traces paléobotaniques laissent à penser que l'environnement autour du lac où vivait l'animal était une forêt de transition entre une forêt boréale de conifères et une forêt de feuillus, dans un endroit frais et tempéré. Le climat semble avoir été océanique avec des hivers modérés.
« Le fossile de Puijila fournit la première indication que des pinnipèdes primitifs vivaient dans l'Arctique [...]. Cette découverte vient conforter l'hypothèse selon laquelle cette région a pu être le centre géographique de l'évolution des pinnipèdes.

### Référence
- (en) Rybczynski, Dawson & Tedford 2009 : « A semi-aquatic Arctic mammalian carnivore from the Miocene epoch and origin of Pinnipedia », Nature, (London), vol. 458, n. 7241, p. 1021-1024.